# William H. James
William Hartford James (* 16. Oktober 1831 in Marion, Ohio; † 1. Februar 1920) war ein US-amerikanischer Politiker und zwischen 1871 und 1873 der zweite Gouverneur des Bundesstaates Nebraska.

## Frühe Jahre und politischer Aufstieg
William James besuchte die örtlichen Schulen seiner Heimat in Ohio. Später zog er nach Iowa, wo er Jura studierte und 1855 als Rechtsanwalt zugelassen wurde. In Sergeant Bluff begann er seine juristische Karriere als Anwalt, die er dann im Dakota County in Nebraska fortsetzte. Im Jahr 1858 wurde James Mitglied der Kreisverwaltung im Dakota County. Ein Jahr später war er auch Stadtrat in Dakota City und kurz darauf Friedensrichter in seinem Heimatbezirk. Zwischen 1861 und 1864 war er dort Bezirksstaatsanwalt. 1864 war er bei der Landzuweisungsbehörde angestellt. Von 1870 bis 1871 fungierte er als Secretary of State in der Regierung von Gouverneur David Butler. In dieser Eigenschaft war er auch dessen Stellvertreter.

## Gouverneur von Nebraska
Nachdem Gouverneur Butler seines Amtes enthoben worden war, musste William James am 2. Juni 1871 dessen Amt übernehmen und die angebrochene Amtszeit beenden. Somit blieb er bis zum 13. Januar 1873 im Amt. In dieser Zeit wurden einige neue Bezirke (Countys) gegründet. Ansonsten verlief seine Regierungszeit ohne besondere Vorkommnisse.
Nach dem Ende seiner Amtszeit wurde James bei der Landzuteilungsbehörde in Colfax im Staat Washington angestellt. Darüber hinaus gibt es keine weiteren Informationen über sein Leben bis zu seinem Tod am 1. Februar 1920. William James war mit Louisa Epler verheiratet, mit der er vier Kinder hatte.